# Paseo Claussen

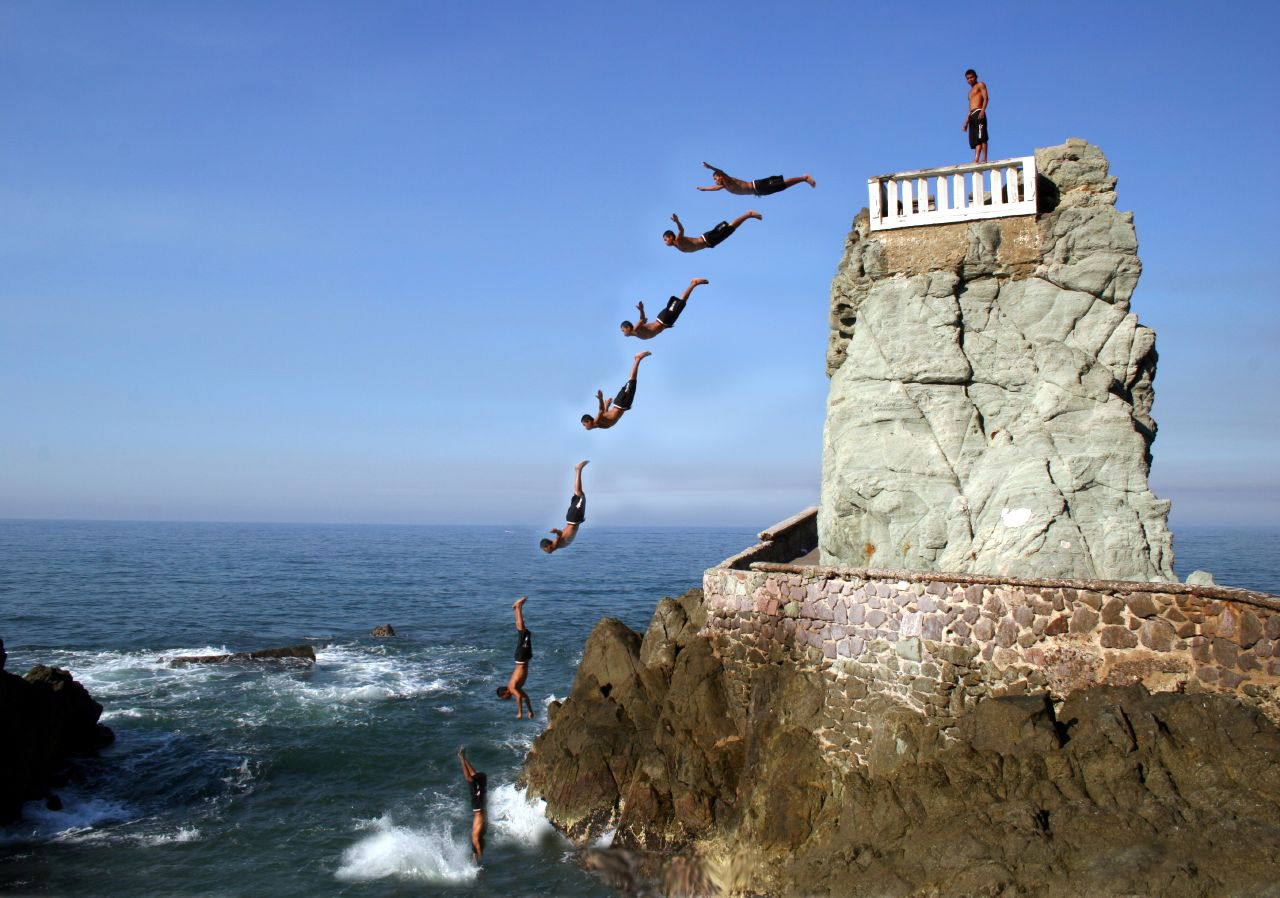
Klippenspringer an der Glorieta Sánchez Taboada

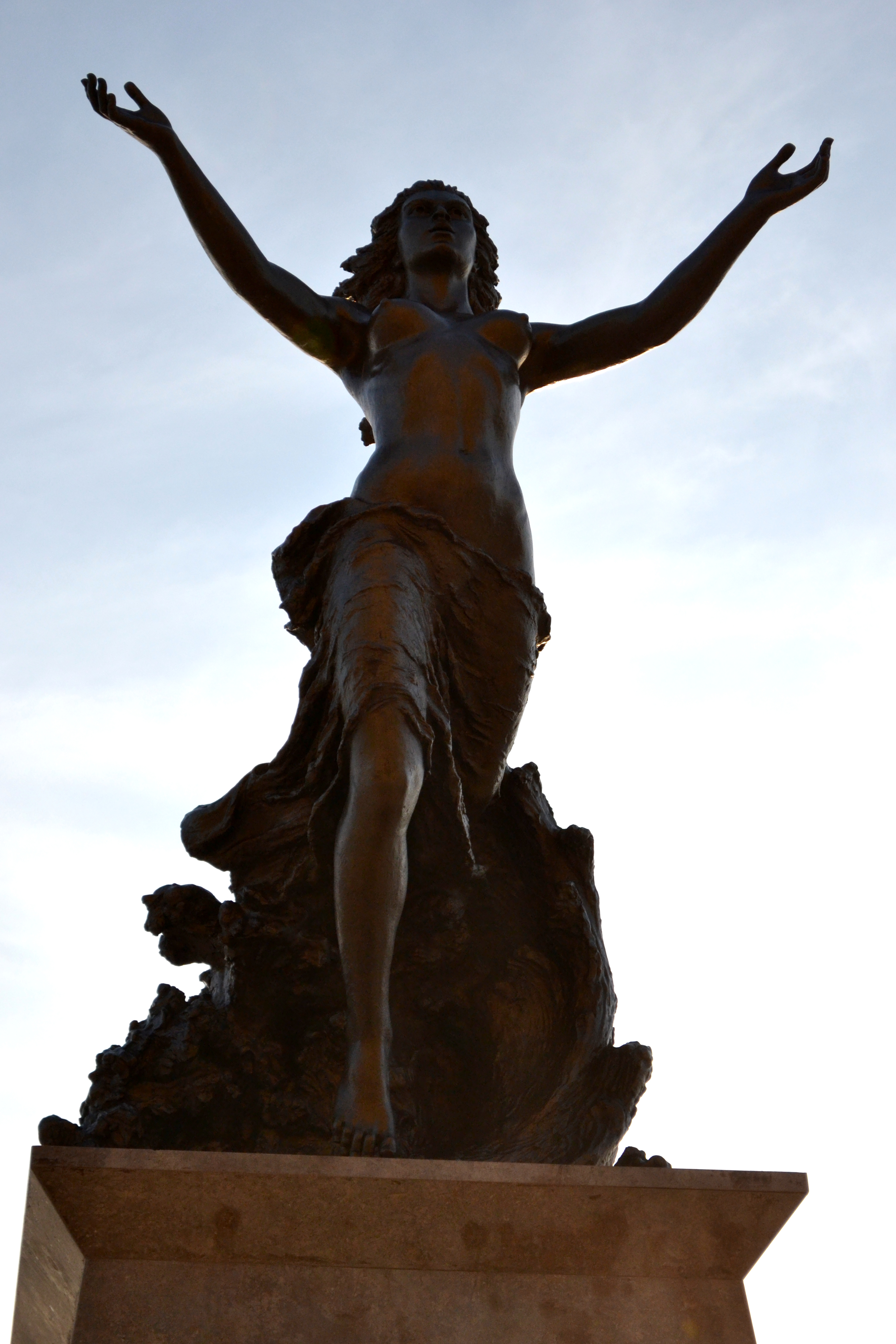
Das Monument der Mujer Mazatleca ist den Frauen der Stadt gewidmet.

Der Paseo Claussen ist eine Straße in der mexikanischen Hafenstadt Mazatlán im Bundesstaat Sinaloa. Er ist benannt nach dem deutschen Einwanderer Jorge Claussen, der im März 1900 Mitbegründer der hiesigen Cervecería del Pacífico war und rund zehn Jahre später eine entscheidende Rolle beim Bau der den Paseo Olas Altas verlängernden Paseos Claussen und del Centenario innehatte.

## Besondere Bauwerke
Die Straße beherbergt einige Skulpturen, wie zum Beispiel gleich auf ihrem ersten Abschnitt das Monumento a la Mujer Mazatleca, das symbolisch der Schönheit der Frauen dieser Stadt gewidmet ist.
Auf der bald folgenden Glorieta Rodolfo Sánchez Taboada befindet sich die sogenannte Clavadista, von der sich die Klippenspringer von Mazatlán ebenso ins Meer stürzen wie an der international bekannteren Quebrada von Acapulco. Auf der gegenüberliegenden Seite der Glorieta befindet sich die Escultura de la Reina de los Mares, die Skulptur für die Meereskönigin. Die Glorieta befindet sich wenige Meter vor der Abzweigung in die Querstraße Jacarandas und nur wenige Meter dahinter befindet sich das Monumento a la Continuidad de la vida. Das Monument für die Kontinuität des Lebens symbolisiert den Beginn und das Ende sowie das Gleichgewicht des Lebens und soll außerdem den Respekt vor der Natur verdeutlichen. Es wird durch eine Reihe von Delfinen dargestellt, die der Künstler Pedro Jiménez Corona entworfen hat. 
Unmittelbar vor der Querstraße Jaboneria befindet sich das in den 1940er Jahren errichtete Casa del Marino und die Überbleibsel des wesentlich älteren Fuerte 31 de Marzo. Vom Fort aus wurde Ende März 1864 die Stadt Mazatlán gegen die französischen Seestreitkräfte verteidigt, die am 31. März erfolgreich zurückgeschlagen wurden. Seither trägt das Fort seinen Namen in Erinnerung an diesen heldenhaften Tag. Das Casa del Marino geht auf einen Beschluss des Jahres 1944 zurück und wurde für den Zweck errichtet, dass sich die in der Nähe aufhaltenden mexikanischen Seestreitkräfte zwischen Kampfeinsätzen ausruhen können. Die Einweihung des Gebäudes erfolgte am 1. Juni 1946 durch den damaligen Präsidenten Manuel Ávila Camacho. Das Gebäude war über viele Jahre hinweg ein Wahrzeichen der Stadt, doch gibt es neuerdings Bestrebungen, das Haus abzureißen.
Hinter der Landzunge, auf der sich die beiden vorgenannten Gebäude befinden, folgt ein Sandstrand, der bis zur nächsten Landzunge reicht, auf der sich das Laboratorio Universidad Autónoma de Sinaloa befindet, das gegenüber der Mündung der Querstraße Las Palmas liegt. 
Der Paseo Claussen endet hinter dem Parque Infantil Martiniano Carvajal und unmittelbar vor dem Monumento als Pescador, das sich an der Mündung der Querstraße Manuel Gutiérrez Najera befindet und hinter der die Uferstraße unter der Bezeichnung Avenida del Mar fortgesetzt wird.

## Geschichte
Ende der ersten Dekade des 20. Jahrhunderts wurde der heutige Paseo Claussen unter maßgeblicher Leitung des deutschen Unternehmers Jorge Claussen bis zur Avenida Ignacio Zaragoza ausgebaut. In Anerkennung seiner Leistung wurde die im September 1910 auf diesem ersten Abschnitt des heutigen Paseo Claussen fertiggestellte Straße nach ihm benannt. Im November 1954 begannen die Arbeiten zur Erweiterung des Paseo Claussen auf seine heutige Länge bis zur Avenida del Mar sowie seine Asphaltierung.